# Astronomia extragalattica

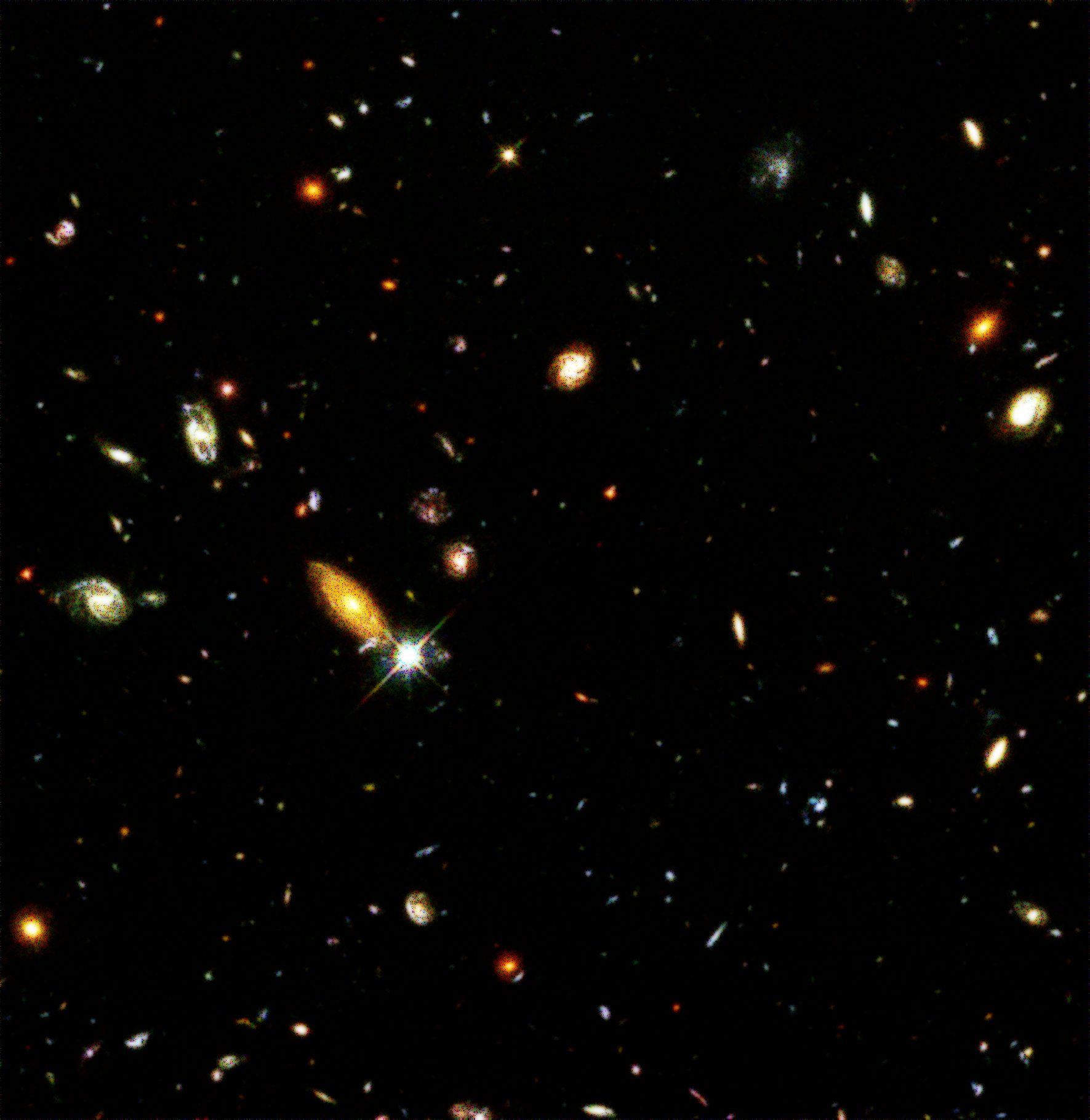
L'Hubble Deep Field è una piccola regione di cielo nell'Orsa Maggiore che contiene migliaia di galassie.

L'Astronomia extragalattica è una branca dell'astronomia che studia gli oggetti al di fuori della nostra galassia, la Via Lattea. La sua nascita risale alla scoperta, da parte di Edwin Hubble, di stelle di tipo cefeide all'interno della nebulosa di Andromeda; fu così possibile dimostrare che essa si trovava al di fuori della Via Lattea e che si trattava a tutti gli effetti di una galassia analoga alla nostra, dalle dimensioni comparabili o addirittura maggiori.
In seguito si scoprì che le galassie non sono isolate, ma a loro volta formano gruppi di dimensioni diverse, noti come ammassi e superammassi. La struttura dalle dimensioni più grandi oggi nota è la cosiddetta Grande muraglia di Ercole, è un'immensa struttura di galassie che misura oltre 10 miliardi di anni-luce.
Grazie al miglioramento degli strumenti, si riescono ad esaminare anche in dettaglio oggetti sempre più lontani, tanto che è ormai possibile differenziare l'astronomia extragalattica delle regioni vicine e di quelle lontane.

Tra le prime possiamo includere le galassie del Gruppo Locale (abbastanza vicine da permettere analisi dettagliate del loro contenuto), le supernovae e le associazioni stellari.
 
Nel secondo caso invece, sono inclusi oggetti talmente lontani che è possibile studiarne solo i fenomeni più luminosi.